# Опиум
Опиумът е наркотик, който се добива от опиумен мак (Papaver somniferum). След прецъфтяване на мястото на цвета се формира плод, представляващ сферична многогнездна кутийка. След достигане на млечна зрялост (период, в който плодовете са престанали да нарастват, но са все още незрели) по повърхността на плода се правят нарези, нарушаващи целостта на млечните канали. От тези нарези изтича „млечен“ сок (латекс), който с течение на времето се сгъстява и засъхва, образувайки светлокафява пластична маса, наподобяваща на маджун. Именно тази маса се нарича опиум.

## Морфин
Морфинът е 10 пъти по-силен от опиума. Той премахва болките по-добре и не предизвиква неприятни усещания. Поради това става много бързо предпочитан от медицината. Но той също има някои неприятни странични ефекти и превръща хората в зависими (наркомани). Затова продължава да се търси по-добрият вариант от морфина. Хероинът е полусинтетично производно на опиума, създадено през 1897 г. от немската фармацевтична фирма Bayer като болкоуспокояващо средство. Той е около три пъти по-силен от морфина и става важно лекарство за медицината. През Първата световна война морфинът помага за облекчаването на болките на хиляди ранени мъже в сраженията. Все пак много бързо хората разбират колко вреден е той и каква тежка зависимост би могъл да причини.

## Хероин
Друг производен на опиума е хероинът. Активните му съставки са: 20% хероинов хидрохлорид, 20% ацетилов морфин, 35% тебаин, 15% папаверин и 10% носкапин. Хероинът е силно пристрастяващ и има най-жестоките абстинентни симптоми от всички наркотици. Качествата, приписвани на хероина след разработването му като болкоуспокояващо средство през XIX век, впечатлили медиците до толкова, че името му е взето от немската дума за „героичен“. Получава се от морфин и оцетен анхидрид. В най-чистата си форма хероинът е бял прах, известен във фармацията като диацетилморфин или диаморфин. В зависимост от начина на производство и съставките, добавени от уличните дилъри, той може да бъде мръснобял, розов, кафяв или дори сив, може да се гълта (но на практика с нулев ефект, тъй като по-голяма част от наркотика се унищожава в стомаха), да се смърка, пуши или инжектира. Когато човек за пръв път опитва хероин, може да се почувства зле и да повръща. Това понякога отказва опиталия го завинаги.

## Зависимост
Но може и да му се стори прекрасен и да повтори. А щом привикне към него и страничните ефекти намалеят, човек усеща пълния му ефект и започва да се пристрастява. Тъй като хероинът е болкоуспокояващ, той притъпява чувството на болка, страх, тревога, а когато индивидът спре да го приема, отново се сблъсква с тези усещания. Затова се нуждае от нова доза през определен интервал от време, за да поддържа приятното усещане. Когато обаче този режим се наруши, се появяват симптомите на абстиненция: безпокойство, потене, гадене, болки в стомаха, треперене, главоболие, гърчове, чувство за дезориентираност и халюцинации. Тогава е обхванат от неконтролируемо желание за нова доза. Има чувството, че ако не си я набави, ще умре. Но ако успее да се овладее и не взема доза, симптомите намаляват до няколко дни, а до няколко седмици изчезват.

## Кодеин
В опиума има и друго наркотично вещество – кодеин. То се използва като съставка при производството на различни лекарствени средства. Съдържанието му в опиума е незначително и затова във фармацевтичните предприятия голяма част от добивания морфин се превръща химически в кодеин. Макар и сравнително слаб, този опиат все още фигурира в менюто на българския наркоман.